# Now and Then (Lied)
Now and Then (englisch, sinngemäß für: Hin und wieder) ist der Titel einer Komposition des britischen Musikers John Lennon. Er konnte sie bis zu seinem Tod im Jahr 1980 nicht beenden.
Das Lied wurde 1995 von den übrigen drei Beatles überarbeitet, 2022 von den beiden verbliebenen Mitgliedern Paul McCartney und Ringo Starr fertiggestellt und 2023 als Single veröffentlicht. Seit der Auflösung der Band 1970 ist Now and Then die dritte Singleveröffentlichung, nach Free as a Bird (1995) und Real Love (1996), die neu aufgenommenes Material beinhaltet.
Bei den Grammy Awards 2025 wurde das Lied als Beste Rock-Darbietung ausgezeichnet und als Single des Jahres nominiert.

## Hintergrund
Anfang der 1990er Jahre waren die drei damals noch lebenden ehemaligen Beatles George Harrison, Paul McCartney und Ringo Starr in ihr Anthology-Projekt involviert und planten, für die Anthology-Dokumentarfilmserie Begleitmusik aufzunehmen. Sie kamen schließlich zu dem Entschluss, Musik unter dem Bandnamen The Beatles einzuspielen, dafür brauchten sie aber eine musikalische Beteiligung von John Lennon.
Im Januar 1994 übergab Yoko Ono Paul McCartney zwei Musikkassetten mit Heimaufnahmen von John Lennon. Sie enthielten die Lieder Free as a Bird, Real Love, Grow Old with Me und Now and Then. Lennon schrieb Now and Then in den späten 1970er Jahren. Er nahm das unvollendete Musikstück zwischen 1977 und 1979 in Demoform in seiner Wohnung im Dakota Building in New York auf. Während Free as a Bird 1994 fertiggestellt wurde, wurde Real Love im Jahr 1995 von den drei verbliebenen Beatles eingespielt. Da Grow Old With Me bereits 1984 auf dem postumen John Lennon/Yoko Ono-Album Milk and Honey erschienen war, wandten sich die Beatles Now and Then zu. Im März 1995 begannen die drei ehemaligen Beatles mit der Aufnahme eines Backing-Tracks, der Lennons Demo von Now and Then hinzugefügt werden sollte. Am zweiten Tag endete jedoch die Arbeit an dem Lied. Ursprünglich war Now and Then als dritte Reunion-Single vorgesehen und sollte 1996 auf dem Album Anthology 3 erscheinen.
Jeff Lynne, der damalige Produzent des Liedes, sagte 1995 über den Arbeitsstand: „Es war ein Tag – wirklich ein Nachmittag – und ich habe damit herumgespielt. Das Lied hatte einen Refrain, aber es fehlt fast vollständig an Strophen. Wir haben den Backing-Track gemacht, ein harter Gang, den wir wirklich nicht zu Ende gebracht haben.“
Der Tontechniker und frühere Beatles-Produzent Geoff Emerick sagte, dass es eine großartige Platte wäre, wenn sie fertiggestellt worden wäre, und dass McCartney auch Lust hätte, sie zu beenden. Der ehemalige Roadmanager und Assistent der Band, Neil Aspinall, bestätigte später, dass es sich bei dem dritten, unveröffentlichten Reunion-Lied tatsächlich um Now and Then handelte und dass es nicht mehr veröffentlicht werde.
Laut McCartney wollte George Harrison „es nicht machen“; möglicherweise lag es an einem Brummen auf Lennons Demo, das man 1995 technisch nicht eliminieren konnte. Olivia Harrison sagte 2023 dazu: „Damals, 1995, nachdem er mehrere Tage im Studio an dem Track gearbeitet hatte, hatte George das Gefühl, dass die technischen Probleme mit dem Demo unüberwindbar waren, und kam zu dem Schluss, dass es nicht möglich war, das Lied auf einem ausreichend hohen Niveau fertigzustellen.“
Ab 2005 gab es Spekulationen, dass McCartney den Song mit neuen Strophen und einer von Ringo Starr aufgenommenen Schlagzeugspur vervollständigen wolle; unter anderen berichtete auch die Washington Post darüber, nannte das Lied aber I Don’t Want to Lose You. Im November 2006 sagte Paul McCartney gegenüber dem Q Magazin: „Es gab noch eines, das wir nicht gemacht haben, was sehr schade war. Es hatte keinen sehr guten Titel, es musste ein wenig überarbeitet werden, aber es hatte eine schöne Strophe und John sang es. Aber George wollte es nicht machen.“
Im Februar 2009 wurde die gleiche Version von Lennons Demoaufnahme auf einer Bootleg-CD veröffentlicht, die aus einer anderen Quelle stammte, ohne das Brummen, das die Beatles-Aufnahme des Songs 1995 störte.
McCartney sagte im Oktober 2021, dass er immer noch hoffe, die Aufnahme fertigstellen zu können.
Im Juni 2023 sagte Paul McCartney in einem Interview mit BBC Radio 4’s Today, dass Künstliche Intelligenz (KI) verwendet wurde, um „die letzte Beatles-Platte“ fertigzustellen, von der angenommen wurde, dass es sich um Now and Then handeln könnte. Er gab an, das Lied werde „noch in diesem Jahr veröffentlicht“; weiterhin sagte McCartney über den Entstehungsprozess mit der KI: „All das ist irgendwie beängstigend, aber aufregend, weil es die Zukunft ist. Und wir waren in der Lage, diese Art von Dingen zu verwenden, als Peter Jackson den Film The Beatles: Get Back machte, wo wir das Let It Be-Album machten. Und er war in der Lage, Johns Stimme aus einem kleinen Stück Kassette zu befreien, das Johns Stimme und ein Klavier enthielt. Er konnte sie mit KI trennen“.
Am 26. Oktober 2023 wurde die Veröffentlichung des „The Last Beatles Song“ und der letzten Beatles-Single Now and Then / Love Me Do bekanntgegeben; sie enthält die erste und letzte offizielle Veröffentlichung unter dem Namen The Beatles.
Der zwölfminütige Dokumentarfilm Now and Then – The Last Beatles Song, geschrieben und inszeniert von Oliver Murray, erschien am 1. November 2023. Dieser Kurzfilm beschreibt die Geschichte hinter dem letzten Beatles-Song, mit exklusivem Filmmaterial und Kommentaren von Paul McCartney, Ringo Starr, George Harrison, Sean Lennon und Peter Jackson.
Das Musikvideo zu Now and Then wurde am 3. November 2023 veröffentlicht. Hauptverantwortlicher für die Herstellung des Videos war Peter Jackson, der in einem Interview sagte, dass es sein erstes Musikvideo war und dass diese Aufgabe in ihm Ängste ausgelöst hätte. Unterstützt wurde Jackson durch Jabez Olssen, den Cutter des Films The Beatles: Get Back und der Firma Wētā FX. Als Grundlage dienten 14 Stunden Videomaterial der 1995er Aufnahmesessions. Pete Best steuerte den frühesten bekannten Film der Beatles von 1962 bei und Sean Lennon und Olivia Harrison private Filmaufnahmen.

## Aufnahme

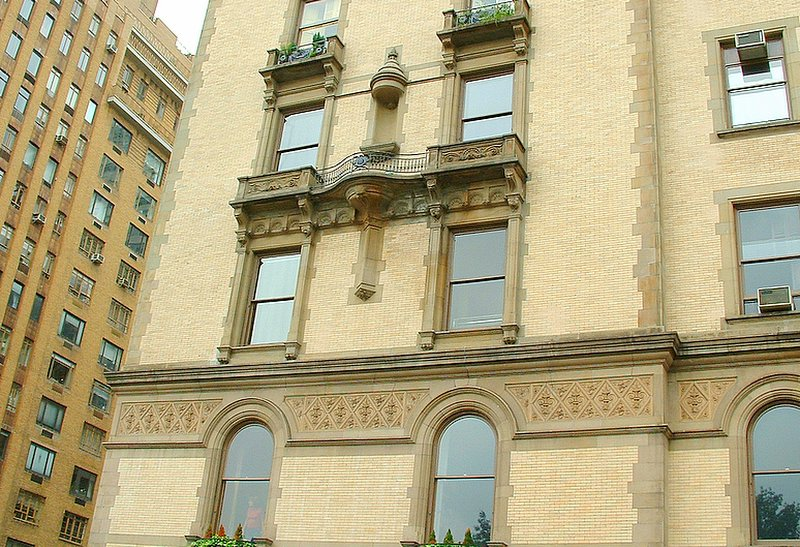
John Lennons Apartment im Dakota-Gebäude in New York, in dem er das Demo von Now and Then aufnahm

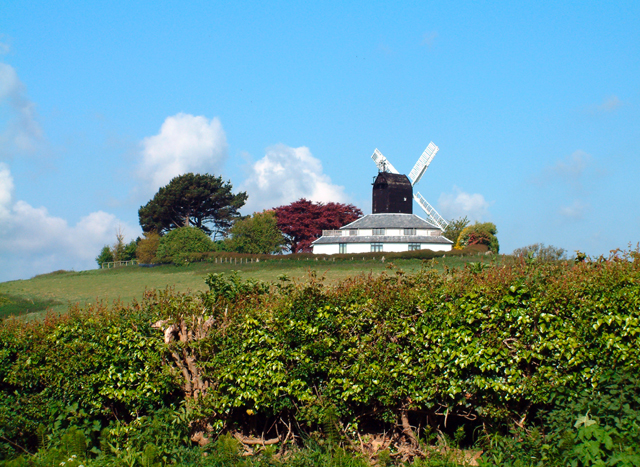
Im Hogg Hill Mill Studio wurden die Aufnahmen hauptsächlich eingespielt

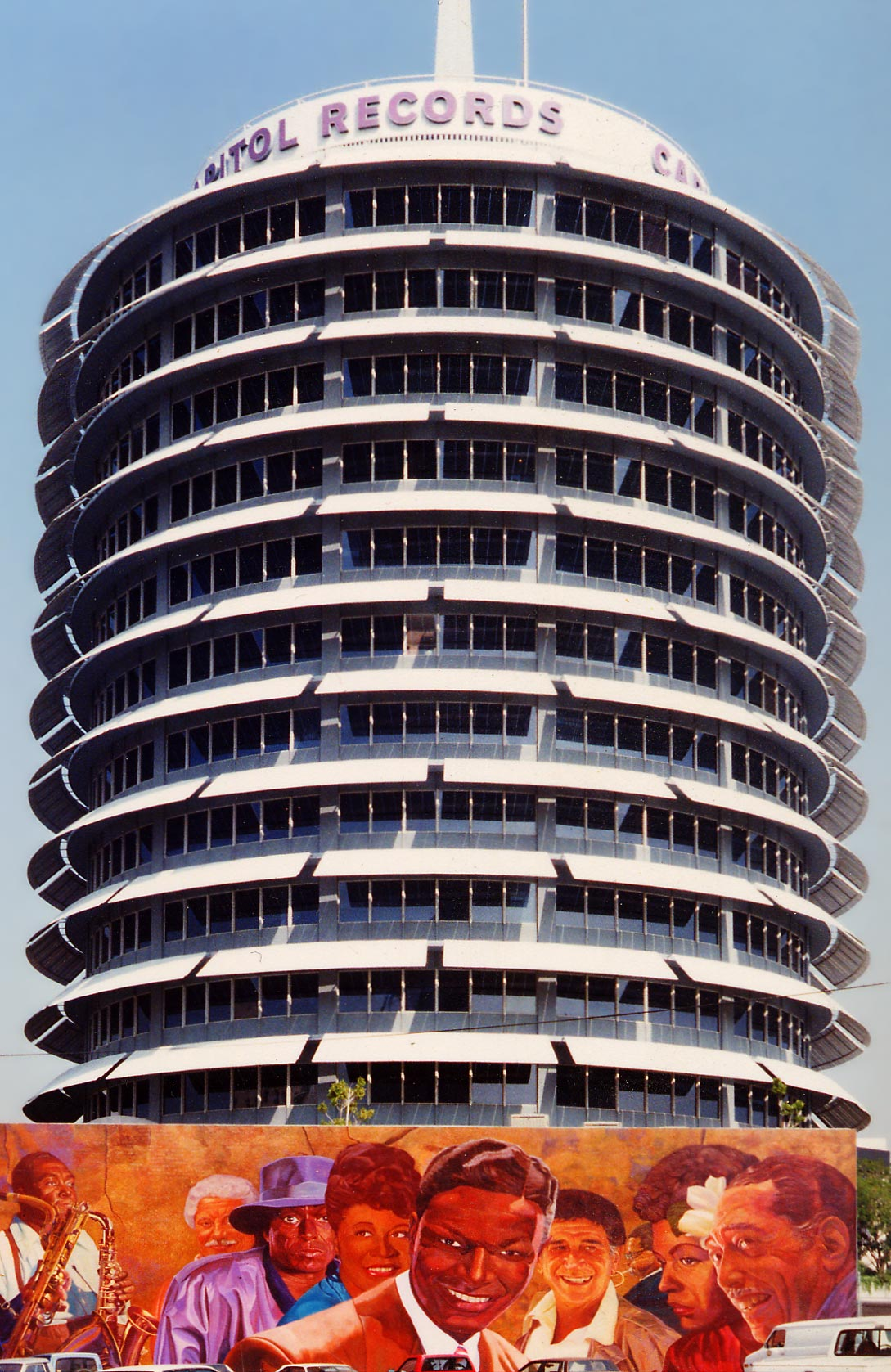
Im Capitol-Gebäude fanden die Streicheraufnahmen statt

John Lennon nahm zwischen 1977 und 1979 das Demo Now and Then mit Gesang und Klavierbegleitung in seiner Wohnung im Dakota-Gebäude in New York auf.
Laut Quellen beschäftigten sich Paul McCartney, George Harrison und Ringo Starr erstmals am 22. Juni 1994 in McCartneys Hogg Hill Mill Studio in Icklesham (East Sussex) mit Now and Then, allerdings ohne Ergebnis.
Am 20. und 21. März 1995 nahmen Paul McCartney, George Harrison und Ringo Starr in McCartneys Hogg Hill Mill Studio die Basictracks auf. Jeff Lynne war der Produzent, Geoff Emerick und Jon Jacobs waren die Toningenieure der Aufnahmen.
Now and Then wurde erst 2022 endgültig fertiggestellt. Für die Veröffentlichung des Films The Beatles: Get Back im Jahr 2021 nutzte Peter Jacksons Produktionsfirma WingNut Films eine Audio-Restaurierungstechnologie mit maschinellem Lernen, um Instrumente, Gesang und einzelne Gespräche zu isolieren. WingNut nutzte die gleiche Technik, um bei Lennons Demoaufnahme die Stimme von der Klavierbegleitung zu trennen. McCartney und Starr spielten ihre musikalischen Parts in ihren jeweiligen Studios (McCartney: Hogg Hill Mill Studio; Starr: Rocca Bella West) neu ein und fügten Hintergrundgesang hinzu. George Harrisons Rhythmusgitarrenbegleitung (akustisch und elektrisch) von 1995 wurde beibehalten, McCartney fügte zusätzlich noch ein Bottleneck-Gitarrensolo im George-Harrison-Stil ein – ein Tribut an seinen verstorbenen Freund, wie er in der zwölfminütigen Dokumentation zu Now and Then erklärte. Ringo Starr meinte dazu: „Ich sitze da und denke: ‚Ich kann mich nicht daran erinnern, dass George dieses Solo gemacht hat.‘ Es klingt wie George, doch Paul sagte: ‚Nein, das bin ich‘, aber Paul hat es toll gemacht. Er ist ein sehr guter Musiker.“
In Los Angeles leitete Paul McCartney am 1. Mai 2022 eine Aufnahmesession in den Capitol Studios für die Streicherbegleitung, die von Giles Martin, McCartney und Ben Foster geschrieben wurde. Das Stück erhielt den Decknamen Give & Take, um ein Durchsickern von Informationen durch die Musiker zu vermeiden. Für den Hintergrundgesang wurden Gesangsteile der Beatles-Originalaufnahmen von Here, There and Everywhere, Eleanor Rigby und Because verwendet. Der fertige Song wurde von McCartney und Giles Martin produziert und von Spike Stent abgemischt. Die Toningenieure waren Steve Orchard, Greg McAllister, Steve Genewick, Bruce Sugar und Keith Smith.
Ringo Starr sagte abschließend über die Aufnahmen: „Wir waren so nah dran, ihn [John Lennon] wieder im Raum zu haben, also war es für uns alle sehr emotional. Es war, als wäre John da, weißt du.“
Paul McCartney ergänzte: „Im Jahr 2023 immer noch an der Musik der Beatles zu arbeiten und kurz davor zu stehen, einen neuen Song zu veröffentlichen, den die Öffentlichkeit noch nicht gehört hat, finde ich eine aufregende Sache.“
Besetzung:
- John Lennon: Gesang
- Paul McCartney: E-Gitarre, Bass, Klavier, E-Cembalo, Shaker, Hintergrundgesang
- George Harrison: E-Gitarre, Akustikgitarre, Hintergrundgesang
- Ringo Starr: Schlagzeug, Tamburin, Shaker, Hintergrundgesang

Streichorchester:
- Neel Hammond, Adrianne Pope, Charlie Bisharat, Andrew Bulbrook, Songa Lee, Serena McKinney: Geige
- Caroline Buckman (†),[14] Drew Forde, Linnea Powell: Bratsche
- Mia Barcia-Colombo, Giovanna Clayton, Niall Fergunson: Cello
- Mike Valerio: Kontrabass

## Veröffentlichungen
- Am 2. November 2023 wurde die Doppel-A-Seiten-Single Now and Then / Love Me Do veröffentlicht. Beide Songs sind in Stereo und Dolby Atmos abgemischt, und die Veröffentlichung enthält ein Cover-Artwork von Ed Ruscha. Die Single wurde auf weißem marmorierten,[18] hellblauem,[19] klarem[20] und schwarzem 7″-Vinyl,[21] rotem[22] und schwarzem 12″-Vinyl,[23] einer 10″-Vinyl[24] sowie auf Musikkassette[25] und CD[26] veröffentlicht.
- Am 10. November 2023 wurde die erweiterte Version des Kompilationsalbums 1967–1970 veröffentlicht, auf der sich auch Now and Then befindet.

## Demo vs. Veröffentlichung
Zwischen Lennons Demoaufnahme und der veröffentlichten Version bestehen mehrere deutliche Unterschiede:
Tempo
Die Demoaufnahme weist eine Schlagzahl von 80 bpm (Beats per minute) auf, wohingegen die veröffentlichte Version mit 88 bpm ein höheres Tempo hat. Damit verkürzt sich die Gesamtlänge der endgültigen Version von ca. 5 Minuten auf 4:08 min.
Struktur
Lennons Demo besteht aus insgesamt sieben Abschnitten:
| Art                   | Bezeichnung | ab min:s |
| --------------------- | ----------- | -------- |
| Intro                 | A           | 0:00     |
| Strophe 1 & 2         | B           | 0:17     |
| Pre-Chorus            | C           | 1:24     |
| Chorus (Refrain)      | D           | 2:11     |
| Strophe 3             | B'          | 2:47     |
| Pre-Chorus            | C           | 3:21     |
| Chorus (instrumental) | D'          | 4:04     |

Die endgültige Version weist acht Abschnitte auf:
| Art              | Bezeichnung | ab min:s |
| ---------------- | ----------- | -------- |
| Intro            | A           | 0:00     |
| Strophe 1 & 2    | B           | 0:11     |
| Chorus (Refrain) | C           | 1:06     |
| Strophe 3        | B'          | 1:33     |
| Chorus (Refrain) | C'          | 2:01     |
| Bridge           | D           | 2:23     |
| Strophe 4        | B"          | 3:07     |
| Outro            | E           | 3:48     |

Es fällt zunächst auf, dass Lennons Demo drei Strophen, die endgültige Version dagegen vier Strophen enthält. Der Pre-Chorus-Teil der Demoaufnahme taucht in der endgültigen Version nicht auf. Dieser Abschnitt beginnt mit den Worten: “I don’t wanna lose you …”. Das Fehlen dieses Teils wird insbesondere in der Waveform deutlich:
Es ist nicht bekannt, warum diese beiden Pre-Chorus-Teile von Paul McCartney, der hauptverantwortlich für das Arrangement war, weggelassen worden sind. Dafür erscheint in der endgültigen Version ein neuer Abschnitt (Bridge) (D), der in Lennons Demo nicht vorhanden ist. Diese Bridge besteht aus einem Instrumentalteil, der das neu aufgenommene Gitarrensolo von McCartney enthält.
Durch die Erhöhung des Tempos von 80 bpm auf 88 bpm ändern sich auch die Längen der einzelnen Abschnitte. So dauern beispielsweise die ersten beiden Strophen in der Demoaufnahme (A) 1:07 min, in der endgültigen Version nur 55 Sekunden. Fast um die Hälfte kürzer als im Demo (D) ist der Chorus (Refrain) (C) in der Veröffentlichung: 47 Sekunden gegen 27 Sekunden. Noch kürzer ist der zweite Chorus (C'): Er dauert nur noch 22 Sekunden.
Text
Der Text des Liedes wurde prinzipiell unverändert gelassen, bis auf eine Stelle gegen Ende der zweiten Strophe (ab ca. 1:12 min) an der Lennons Text abbricht.
And now and then

If we must start again

Well, we will know for sure

That I ……
McCartney ergänzt mit seiner Stimme an dieser Stelle das „Textloch“:
And now and then

If we must start again

Well, we will know for sure

That I will love you
Harmonik
Der erste signifikante harmonische Unterschied zwischen Lennons Demo und der endgültigen Version befindet sich im Intro des Liedes. Die Demoversion beginnt mit einem Abstieg von a-Moll zu E-Dur, die neue Version schwankt stattdessen zwischen a-Moll und G6.
Die nächste harmonische Änderung findet sich im Übergang von der zweiten Strophe zum Chorus. In der endgültigen Version wechselt die Tonart von a-Moll (Strophe) direkt zu G-Dur im anschließenden Refrain. Dieser G-Dur-Refrain kommt auch in Lennons Demo vor, nur verband Lennon Strophe und Refrain mit einem Pre-Chorus. Dieser Pre-Chorus steht in E-Dur, beginnend mit einem fis-Moll Akkord. Vom musikalischen Empfinden her klingt der Aufbau
| Strophe            | Pre-Chorus         | Chorus |
| a-Moll / a-Moll7/G | fis-Moll / E-Dur … | G-Dur  |

unzusammenhängend. Der direkte Übergang von Strophe (a-Moll) zu Chorus (G-Dur) in der Veröffentlichung ist dagegen musikalisch sinnvoller.
Statt des Pre-Chorus aus Lennons Demo fügten McCartney und Giles Martin nach der Wiederholung des Chorus ab 2:26 min diese Bridge mit McCartneys Bottleneck-Gitarrensolo ein. Der in a-Moll stehende Chorus endet auf D-Dur, die nun folgende Bridge wird in d-Moll weitergeführt. Weil die Ausgangstonart a-Moll weiterhin gültig ist, der Zuhörer gerade aus dem in G-Dur stehenden Chorus kommt, ergibt sich durch dieses d-Moll der Bridge eine modale Zweideutigkeit, d. h. es ist akustisch nicht eindeutig klar, in welcher Tonart man sich gerade befindet.
Um Now and Then noch mehr „Beatlesque“ zu gestalten, wurden Gesangsschnipsel mit mehrstimmigem Background-Gesang aus drei älteren Beatles-Songs verwendet, aus Here, There and Everywhere, Eleanor Rigby und Because. Der mehrstimmige Gesang aus den beiden ersten Stücken ist kaum herauszuhören, der dreistimmige Harmoniesatz aus Because ist in dieser Bridge sehr offensichtlich. Michael Sokil, ein amerikanischer Multi-Instrumentalist hat diese mehrstimmigen Parts extrahiert. Sie finden sich in der finalen Version von Now and Then mit Einsetzen des Refrains wieder. Die Chorgesänge von Here, There and Everywhere und Eleanor Rigby sind in den Originalen jeweils direkt zu Anfang zu hören. Der mehrstimmige Chorsatz aus Here, There and Everywhere wurde allerdings ein wenig gedehnt und den Harmoniefolgen des Refrains angepasst.
Ab 3:08 min ist der mehrstimmige Chorsatz von Because deutlicher als die beiden anderen herauszuhören. Im Original auf dem Album Abbey Road (Track 8) findet sich diese Stelle bei 0:24 min ab Takt 9. Die Ausgangstonart von Because steht in cis-Moll. In Takt 9 und 10 sind Lennon, McCartney und Harrison dreistimmig zu hören, und zwar zunächst auf D-Dur und in Takt 10 auf D vermindert. In Now and Then ist genau dieser Akkordwechsel ebenfalls kurz vor dem Übergang zur letzten Strophe eingebaut worden.
Rhythmik
Am grundlegenden Rhythmus der Demoaufnahme wurde nichts geändert. Im Outro der endgültigen Version kommt es allerdings zu einem rhythmischen Wechsel, der in Lennons Demo nicht vorkommt. Das Lied steht im 4⁄4-Takt. In den letzten Takten (ab 3:52 min) ändert sich der 4⁄4-Takt zu einem 3⁄4-Takt, deutlich in der Orchesterbegleitung zu hören. Solche Taktwechsel kommen auch in zahlreichen anderen Beatles-Liedern wie z. B. in All You Need Is Love vor.

## Chartplatzierungen
Now and Then stieg am 10. November 2023 an der Chartspitze der deutschen Singlecharts ein. Der Single gelang die umsatzstärkste Woche einer internationalen Single seit über zwei Jahren. Für die Beatles avancierte Now and Then zum zwölften Nummer-eins-Hit in Deutschland. Damit rangierte die Band zu diesem Zeitpunkt mit dem Rapper Samra an zweiter Stelle, was die meisten Nummer-eins-Hits angeht, lediglich Capital Bra landete mit 22 mehr Nummer-eins-Hits. Die Beatles stellten mit 59 Jahren hiermit den Rekord mit der längsten Zeitspanne zwischen dem ersten und letzten Nummer-eins-Hit sowie den Rekord mit der längsten Zeitspanne zwischen zwei Nummer-eins-Erfolgen (54 Jahre) auf. Den ersten Nummer-eins-Hit hatte die Band im Jahr 1964 mit I Want to Hold Your Hand und den zuvor letzten im Jahr 1969 mit Come Together / Something. Paul McCartney landete als Autor mit Now and Then seinen 15. Nummer-eins-Hit in Deutschland, John Lennon erreichte zum 13. Mal die Chartspitze, George Harrison nach Something und My Sweet Lord zum dritten Mal sowie Ringo Starr zum ersten Mal. Darüber hinaus belegte das Lied Rang 24 der deutschen New Entry Airplaycharts sowie Rang 53 der Airplaycharts.
| ChartsChartplatzierungen       | Höchstplatzierung | Wochen |
| ------------------------------ | ----------------- | ------ |
| Deutschland (GfK)              | 1 (4 Wo.)         | 4      |
| Österreich (Ö3)                | 1 (3 Wo.)         | 3      |
| Schweiz (IFPI)                 | 2 (4 Wo.)         | 4      |
| Vereinigte Staaten (Billboard) | 7 (2 Wo.)         | 2      |
| Vereinigtes Königreich (OCC)   | 1 (9 Wo.)         | 9      |

## Auszeichnungen für Musikverkäufe
| Land/Region                  | Auszeichnungen für Musikverkäufe (Land/Region, Auszeichnung, Verkäufe) | Verkäufe |
| ---------------------------- | ---------------------------------------------------------------------- | -------- |
| Brasilien (PMB)              | Platin                                                                 | 60.000   |
| Vereinigtes Königreich (BPI) | Silber                                                                 | 200.000  |
| Insgesamt                    | 1× Silber · 1× Platin ·                                                | 260.000  |

Hauptartikel: The Beatles/Auszeichnungen für Musikverkäufe

## Sonstiges
Now and Then dient als Soundtrack für den Film Argylle (2024), für den Giles Martin als Musikproduzent arbeitete. Bereits ein Jahr vor Veröffentlichung spielte Martin ihn dem Produzenten Matthew Vaughn vor, der Schwierigkeiten hatte, einen romantischen Song für den Film zu finden. Der Song passte so gut zum Film, dass er ohne Bearbeitung übernommen wurde.